# 陈舜瑶
陈舜瑶（1917年9月—2019年7月31日），中华人民共和国政治人物，清华大学原党委副书记。宋平妻子。

## 生平
1917年9月出生在山东济南，祖籍福建福州。1936年考入清华大学，1937年七七事变后随母校迁移到长沙，同年离开国立长沙临时大学北上延安加入中国共产党。1953年—1961年担任清华大学委员会副书记、校长助理。1954年，当选第一届全国人民代表大会代表。1961年担任甘肃省委宣传部副部长。1981年—1988年任职于中国共产党中央书记处研究室室務委員、顧問等職。2019年7月31日在北京逝世，享壽101岁（虚龄102岁）。

## 家庭
其父陳訓昶是宣統二年的進士。弟弟陳俊武是，煉油工程專家，中國科學院院士。。
- 丈夫：宋平
- 长子：宋宜昌
- 次子：宋宜纯